# Oleksandr Stanislavovych Syrskyi
Oleksandr Stanislavovych Syrskyi (tiếng Ukraina: Олександр Станіславович Сирський, sinh ngày 26 tháng 7 năm 1965) là một tướng lĩnh quân đội Ukraina, hàm Đại tướng. Ông được bổ nhiệm giữ chức vụ Tổng Tư lệnh Lực lượng vũ trang Ukraina kể từ ngày 8 tháng 2 năm 2024.. Trước đó, từ năm 2019 đến ngày 7 tháng 2 năm 2024, ông là Tư lệnh Lục quân Ukraina. Syrskyi từng đảm trách chỉ huy trận địa phòng thủ Kiev, chống quân xâm lược Nga. Tháng 9 năm 2022, ông chỉ huy cuộc phản công Kharkiv. Trong chiến dịch này, Syrskyi ban đầu tổ chức và lãnh đạo phòng thủ Kyiv.. Vào tháng 4 năm 2022, Syrskyi đã được phong danh hiệu Anh hùng Ukraina cho những nỗ lực trên chiến địa của ông và ghi nhận công lao trong trận chiến bảo vệ thủ đô.
Vào tháng 9 năm 2022, các phương tiện truyền thông đưa tin rằng Syrskyi là kiến trúc sư trưởng đằng sau thành công Cuộc phản công Kharkiv năm 2022. Tướng Oleksandr Syrsky là người đề xuất kế hoạch mở mũi phản công bất ngờ vào Kharkov, nơi ông nhận thấy là mắt xích yếu trong phòng tuyến Nga. Syrskyi được mô tả là "vị tướng thành công nhất của thế kỷ 21 cho đến nay". Ông được đánh giá là người trầm tính, thích đọc sách hơn là xuất hiện trước truyền thông. Ông cũng có nhiều năm làm quen với học thuyết quân sự phương Tây và phương thức tác chiến của NATO.

## Tiểu sử và binh nghiệp
Syrskyi sinh ngày 26 tháng 7 năm 1965 ở Novinki, huyện Kovrovsky, tỉnh Vladimir khi đó là CHXHCN Xô viết Liên bang Nga, Liên Xô trong một gia đình quân nhân người Nga. Thời điểm năm 2023, cha mẹ và anh em của ông vẫn sống ở Nga. Tên tiếng Nga của ông là Alexander Stanislavovich Syrsky (tiếng Nga: Алекса́ндр Станисла́вович Сы́рский).
Năm 1980, ông theo gia đình chuyển đến Kharkiv, CHXHCN Xô Viết Ukraina khi cha ông được điều động đến đơn vị ở đây; lúc ấy Syrskyi 15 tuổi. Syrskyi tốt nghiệp phổ thông trung học ở Kharkiv rồi vào học Trường cao đẳng Sĩ quan Moskva; tốt nghiệp trường này năm 1986.
Syrsky bắt đầu binh nghiệp bằng việc phục vụ 5 năm trong quân đội Xô Viết sau khi tốt nghiệp sĩ quan tại Moskva. Khi Liên Xô giải thể, đơn vị của ông đang đóng ở Ukraina.
Syrsky bước vào hàng ngũ lãnh đạo quân đội Ukraine từ năm 2007, khi bắt đầu giữ chức chánh văn phòng kiêm phó tư lệnh Bộ tổng tư lệnh các lực lượng vũ trang. Năm 2013, ông chịu trách nhiệm chính về hợp tác quốc phòng với phương Tây, cải cách quân đội Ukraine theo tiêu chuẩn NATO. Năm 2014, khi xung đột bùng phát ở vùng Donbass, miền đông Ukraine, Syrsky được điều chuyển làm phó tư lệnh chiến dịch chống lại phe ly khai. Ông trực tiếp tham chiến và chỉ huy một số chiến dịch khó khăn, trước khi được bổ nhiệm làm tư lệnh chiến dịch năm 2017. Năm 2019, giữa giai đoạn quân đội Ukraine cải cách theo tiêu chuẩn phương Tây, ông trở thành tư lệnh lục quân vì những thành tích thực chiến của mình.
Trung tướng Syrsky được giao nhiệm vụ chỉ huy chiến dịch phản công ở Kharkov, mũi đánh phía đông bắc Ukraine đã gây bất ngờ lớn đối với quân đội Nga không chỉ vì đòn tung hỏa mù kéo dài nhiều tháng nhắm vào tỉnh Kherson ở miền nam, mà còn bởi khả năng giữ bí mật toàn bộ quá trình chuẩn bị và tốc độ hành quân đáng kinh ngạc. Khi vạch kế hoạch tác chiến trong "giai đoạn ba", giai đoạn Ukraine phản công, Syrsky là người nêu ý tưởng mở mũi tấn công thọc sườn vào phòng tuyến Nga ở Kharkov. Ông đưa ra đề xuất này khi nhận thấy điểm yếu của đối phương ở thị trấn Balakliya, nút thắt quan trong mạng lưới hậu cần giữa Izyum và Kupyansk. Syrsky cho rằng đây là mắt xích yếu nhất trong phòng tuyến của Nga, do họ đã chuyển phần lớn đơn vị tinh nhuệ xuống miền nam để bảo vệ Kherson. Trong trận đánh, lực lượng Ukraine nhanh chóng bao vây thị trấn này, cho phép nhiều đơn vị khác tiến nhanh về phía sông Oskil, cắt đôi phòng tuyến của quân đội Nga. Hơn một tuần từ ngày phát lệnh cho cánh quân Kharkov khởi động chiến dịch phản công, tướng Syrsky có mặt tại thành phố chiến lược Izyum để báo cáo về diễn biến và kết quả chiến dịch toàn thắng vẻ vang. Syrsky là người chủ trì nghi thức thượng cờ trước tòa thị chính, đánh dấu hoàn tất nhiệm vụ kiểm soát các cứ điểm của lực lượng Nga trên địa bàn.

## Lịch sử thăng quân hàm
- Thiếu tướng (20 tháng 8 năm 2009)[16]
- Trung tướng (5 tháng 12 năm 2016)[17][18]
- Thượng tướng (23 tháng 8 năm 2020)[19]
- Đại tướng (23 tháng 8 năm 2024)[20]